# Вудсвілл (Нью-Гемпшир)
Вудсвілл (англ. Woodsville) — переписна місцевість (CDP) в США, в окрузі Ґрафтон штату Нью-Гемпшир. Населення — 1431 особа (2020).

## Географія
Вудсвілл розташований за координатами 44°8′40″ пн. ш. 72°1′46″ зх. д. / 44.14444° пн. ш. 72.02944° зх. д. (44.144521, -72.029371).  За даними Бюро перепису населення США в 2010 році переписна місцевість мала площу 2,34 км², з яких 2,28 км² — суходіл та 0,05 км² — водойми.

## Демографія
Згідно з переписом 2010 року, у переписній місцевості мешкало 1126 осіб у 482 домогосподарствах у складі 293 родин. Густота населення становила 482 особи/км².  Було 558 помешкань (239/км²).
Расовий склад населення:
| - 96,5 % — білих - 1,5 % — азіатів - 0,5 % — корінних американців - 0,2 % — чорних або афроамериканців - 0,1 % — вихідців з тихоокеанських островів |

До двох чи більше рас належало 0,9 %. Частка іспаномовних становила 1,2 % від усіх жителів.
За віковим діапазоном населення розподілялося таким чином: 23,9 % — особи молодші 18 років, 63,8 % — особи у віці 18—64 років, 12,3 % — особи у віці 65 років та старші. Медіана віку мешканця становила 38,0 року. На 100 осіб жіночої статі у переписній місцевості припадало 92,5 чоловіків;  на 100 жінок у віці від 18 років та старших — 87,5 чоловіків також старших 18 років.
Середній дохід на одне домашнє господарство  становив 43 893 долари США (медіана — 40 708), а середній дохід на одну сім'ю — 43 246 доларів (медіана — 34 635). За межею бідності перебувало 28,4 % осіб, у тому числі 40,1 % дітей у віці до 18 років та 0,0 % осіб у віці 65 років та старших.
Цивільне працевлаштоване населення становило 553 особи. Основні галузі зайнятості: роздрібна торгівля — 24,2 %, мистецтво, розваги та відпочинок — 21,0 %, виробництво — 14,3 %, науковці, спеціалісти, менеджери — 11,6 %.